# Carebara lignata
Carebara lignata is een mierensoort uit de onderfamilie van de Myrmicinae. De wetenschappelijke naam van de soort is voor het eerst geldig gepubliceerd in 1840 door John Obadiah Westwood. De soort komt voor op Java.